# Амалія Єлизавета Ганау-Мюнценберзька
Амалія Єлизавета Ганау-Мюнценберзька (нім. Amalie Elisabeth von Hanau-Münzenberg; 29 січня 1602, Ганау — 8 серпня 1651, Кассель) — графиня Ганау-Мюнценберзька, ландграфиня Гессен-Кассельська, регентка Гессен-Касселя при неповнолітньому синові Вільгельмі VI в 1637—1650 роках.

## Біографія
Амалія Єлизавета — дочка графа Філіпа Людвіга II Ганау-Мюнценберзького та його дружини Катерини Бельгіки Оранської-Нассау. Судячи з її діяльності в ландграфстві Гессен-Кассель, вона здобула чудову освіту. Мати Амалії Єлизавети — дочка Вільгельма I Оранського, який очолив боротьбу за незалежність Нідерландів від Габсбургів у XVI столітті. Через численних братів і сестер матері Амалія Єлизавета перебувала в родинних зв'язках з багатьма правлячими домами Європи, в тому числі з пфальцькими реформатами Віттельсбахами з Гайдельберга, де вона деякий час зростала у своєї тітки курфюрстини Луїзи Юліани Оранської-Нассау, дружини курфюрста Пфальца Фрідріха IV Пфальцького. Після смерті батька в 1612 році вона повернулася в Ганау, а потім тривалий час жила у своєї рідні в Нідерландах.

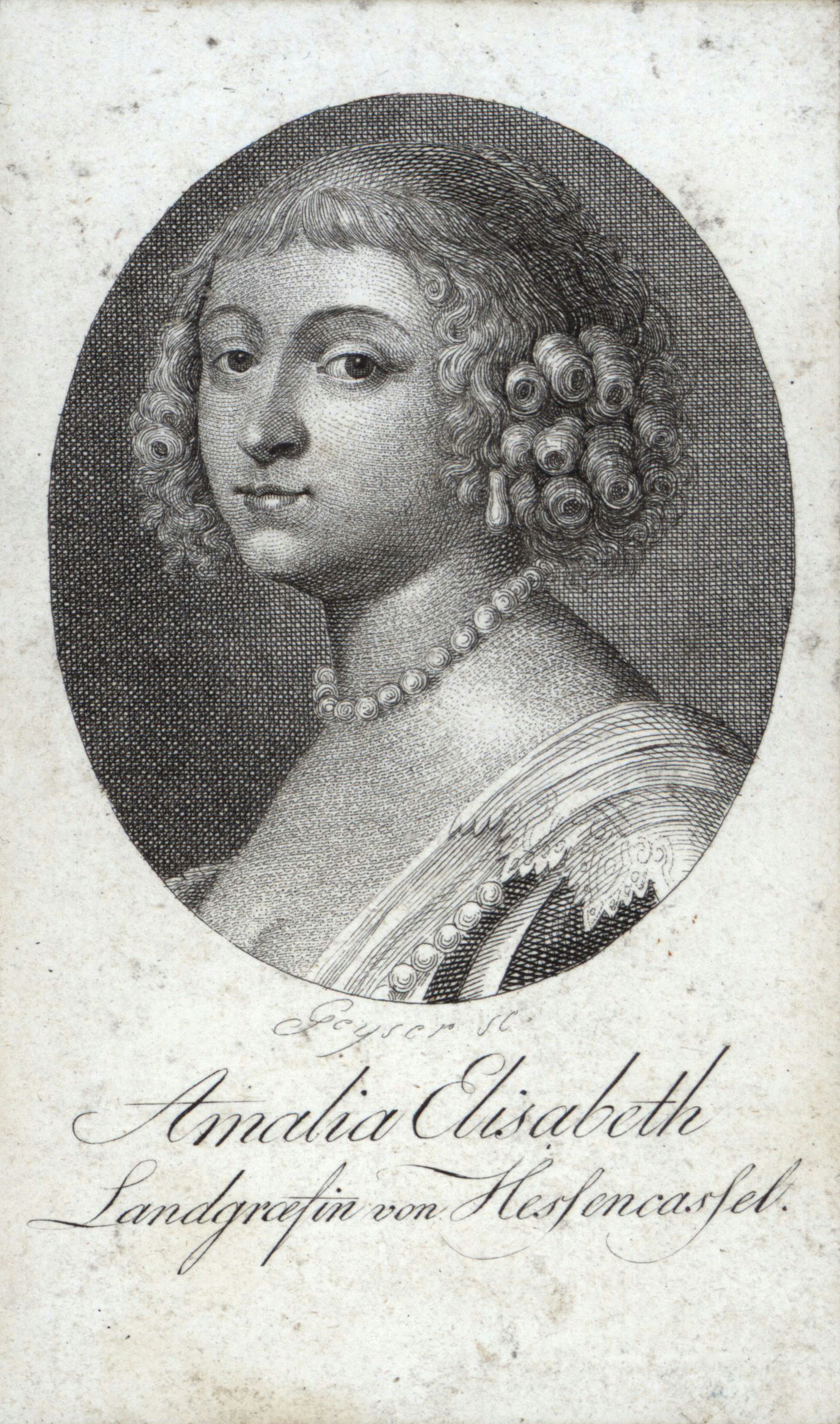
Амалія Єлизавета на гравюрі К. Ґ. Ґейсера

У 1617 році при ганауському дворі з'явився Альбрехт Смиржицький (1594—1618) і просив руки Амалії Єлизавети. Оскільки ця пропозиція виявилася несподіваною, а становище богемських дворян в Ганау не було однозначним, наречений викликав замішання. Але заручини відбулися: Альбрехт перебував на чолі богемських дворян, був реформатом і одним з найбагатших землевласників Богемії. Альбрехт був одним з шести богемських дворян, які викинули імперського намісника в Празі з вікна, що привело до початку Тридцятилітньої війни. Він також вважався кандидатом на богемський трон. Альбрехт помер рано, ще до позбавлення влади «зимового короля», курфюрста Фрідріха V Пфальцького. Серед його спадкоємців розгорівся конфлікт, який фактично завершився конфіскацією майна Габсбургами, що повернулися до влади.
В 1619 році Амалія Єлизавета одружилася з майбутнім ландграфом Гессен-Касселя Вільгельмом V, який прийшов до влади після зречення його батька Моріца в 1627 році.
У Тридцятилітній війні Вільгельм став на бік протестантів. Після перемоги імперських і іспанських військ над Швецією в битві при Нердлінгені в 1634 році він позбувся свого наймогутнішого союзника. Вільгельм був одним з трьох правителів, які відмовилися підписати Празький мир 1635 року. Вільгельм V об'єднався з Францією. Беручи участь у війні, 13 червня 1636 року він взяв в облогу місто Ганау і звільнив його від імперських військ. Втім, згодом зазнав поразки від імперських військ і був змушений піти у свої володіння до Східної Фризії. Амалія Єлизавета і Вільгельм були змушені залишити в Касселі трьох своїх маленьких дочок Амелію, Шарлотту і Єлизавету, з якими Амалія Єлизавета побачилася лише через три роки.

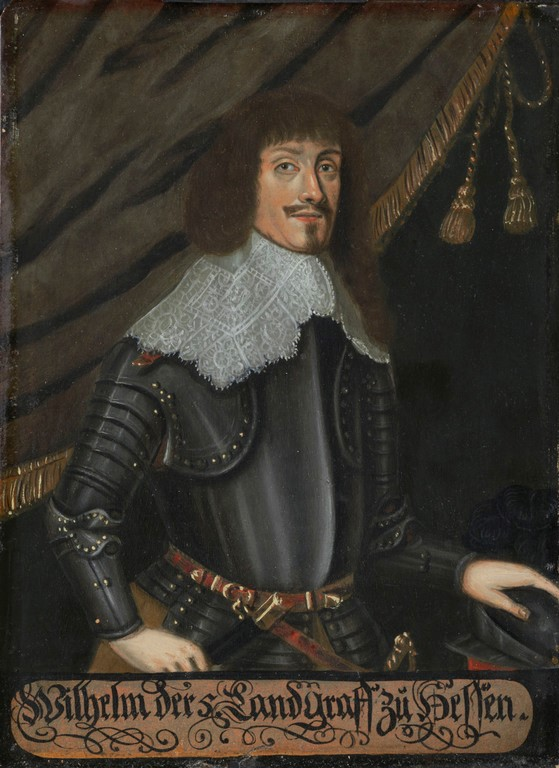
Портрет Вільгельма V пензля невідомого майстра

Вільгельм V помер у вигнанні в Лері у 36-річному віці. У своєму заповіті регентом при неповнолітньому синові Вільгельмі VI він призначив свою дружину Амалію Єлизавету, у розпорядженні якої перебувала сильна армія, яку вдалося зберегти у Фризії. До повноліття сина Вільгельма в 1650 році регент Гессен-Касселя Амалія Єлизавета проявила себе вмілою і енергійною правителькою. Незважаючи на складне становище, що склалося до 1637 році, їй вдалося не тільки зберегти ландграфство для свого сина, але і консолідувати його. Так, вона змусила присягнути новому ландграфу війська, які були розташовані в Східній Фризії. Також вона домоглася визнання свого регентства від уряду, що залишався в Касселі всупереч претензіям ландграфа Гессен-Дармштадта Георга II.
Амалія Єлизавета продовжила союзницьку політику свого чоловіка з Францією. Уклавши перемир'я з імператором, вона, втім, прийняла союзницькі пропозиції від кардинала Рішельє і герцога Бернгарда фон Саксен-Веймарського в 1639 та 1640 роках, тим самим порушивши домовленості, досягнуті з імператором. Завдяки вмілій політиці в укладенні союзів Гессен-Кассель знову зайняв лідируючі позиції в таборі німецьких протестантів. Вона також повернулася до конфлікту зі своєю ріднею з Гессен-Дармштадта за Верхній Гессен і довела недійсність договору, укладеного в 1627 році. 6 березня 1645 року кассельські війська вирушили у Верхній Гессен. Почалася Гессенська війна, в якій армія ландграфа Георга II поступилася досвідченим загарбникам.
Мирна угода, укладена між двома частинами Гессена в 1648 році, була підтверджена Вестфальским миром. Гессен-Кассель отримав чверть Верхнього Гессена з Марбургом. За підтримки Швеції і Франції Гессен-Кассель єдиним з німецьких держав отримав за Вестфальським миром півмільйона талерів як компенсацію за своє військо чисельністю до 20 тисяч осіб. До Гессен-Касселя також відійшли Херсфельдське абатство і частина графства Шаумбург. Амалія Єлизавета також виступила на мирних переговорах однією з рушійних сил надання рівного юридичного статусу реформатству поряд з лютеранством і католицизмом.
Амалія Єлизавета зажадала від графів Ганау відшкодування витрат на звільнення міста Ганау від облоги в 1636 році. Оскільки у Ганау таких засобів не було, сторони домовилися про передачу заставної ганауського амта Шварценфельс і колишнього Наумбурзького монастиря. Після згасання лінії графів Ганау-Мюнценберга в 1642 році ландграфиня Амалія Єлизавета підтримала їх спадкоємців графів Ганау-Ліхтенберга і домоглася підписання наслідного договору, згідно з яким в разі згасання Ганау-Ліхтенбергів графство Ганау-Мюнценберг відійде Гессен-Касселю, що і сталося в 1736 році.
Напруження, пов'язане з війною, і тривалі навантаження підірвали здоров'я ландграфині. У 1648 році вона пережила перші серйозні проблеми зі здоров'ям. 20 вересня 1650 року вона передала владу синові Вільгельму VI. Останній рік життя Амалії Єлизавети був затьмарений нещасливим шлюбом дочки Шарлотти з пфальцьким курфюрстом Карлом I Людвігом. Не маючи сил ландграфиня повернулася з поїздки до доньки в Гейдельберг і померла через чотири тижні в Касселі. Її поховали в кассельській церкві Святого Мартина.

## Нащадки
- Агнеса (1620—1626)
- Моріц (1621)
- Єлизавета (1623—1624)
- Вільгельм (1625—1626)
- Амелія (1626—1693), одружена з Анрі Шарлем Тремуйлем
- Шарлотта (1627—1686), одружена з курфюрстом Карлом I Людвігом Пфальцьким, розлучення в 1657, мати Єлизавети Пфальцької
- Вільгельм VI (1629—1663), одружений із маркграфинею Ядвіґою Софією Бранденбурзькою
- Філіпп (1630—1638)
- Адольф (1631—1632)
- Карл (1633—1635)
- Єлизавета (1634—1688), абатиса монастиря Херфордського
- мертва дитина (1635)
- Луїза (1636—1638)
- мертва дитина (1637)